# Сен-Жуар
Сен-Жуар (фр. Saint-Geoirs) — коммуна во Франции, находится в регионе Рона — Альпы. Департамент коммуны — Изер. Входит в состав кантона Сент-Этьенн-де-Сен-Жуар. Округ коммуны — Гренобль.
Код INSEE коммуны — 38387. Население коммуны на 1999 год составляло 410 человек. Населённый пункт находится на высоте от 414  до 747  метров над уровнем моря. Муниципалитет расположен на расстоянии около 460 км юго-восточнее Парижа, 65 км юго-восточнее Лиона, 33 км северо-западнее Гренобля. Мэр коммуны — Michel Champon, мандат действует на протяжении 2001—2008 гг.
Динамика населения (INSEE):